# Dominique Visse
Dominique Visse (Lisieux, Calvados, 30 augustus 1955) is een Franse contratenor.

## Levensloop
In 1965 trad Visse toe tot het koor van de Notre-Dame in Parijs. Hij begon lessen orgel en fluit te volgen aan het Conservatorium van Versailles. In 1976 werd hij geïntroduceerd bij Alfred Deller die hem als zijn leerling aanvaardde. Hij ging vervolgens in de leer bij Nigel Rogers, René Jacobs, William Christie en James Bowman.
In 1978 stichtte hij het Ensemble Clément Janequin dat zich wijdde aan de Franse polyfonie van de Renaissance en heel wat plaatopnamen realiseerde. In 1979 werd Les Arts Florissants gesticht en Visse trad toe als zanger en bewerker.
In 2009 was Visse jurylid voor de internationale wedstrijd ensembles in het kader van het Festival Musica Antiqua in Brugge.
Hij heeft zich verder actief ingelaten met het Ensemble Clément Janequin, met wie hij 'artist in residence' was in het Festival van Vlaanderen in Antwerpen (augustus 2007).
Dominique Visse geeft ook heel wat recitals, begeleid door luit en piano met muziek gaande van de Machaut tot aan Berio met daartussen Dowland, Schubert, Offenbach, Massenet, Satie, Poulenc en Takemitsu. Hij heeft hierover meer dan vijftig platenopnamen gemaakt.
Visse is getrouwd met de sopraan Agnès Mellon.

## Opera
Sinds 1980 is Dominique Visse vooral actief geworden als operazanger, vooral in barokopera's, waarvoor hij zeer gevraagd is. Hij werkte samen met René Jacobs, Jean-Claude Malgoire, Philippe Herreweghe, Ton Koopman, William Christie, Alan Curtis, Nicholas Mac Gegan, Robert King, Ivor Bolton, enz. Hij trad op in opera's en festivals in Parijs, Berlijn, Keulen, Amsterdam, Lausanne, Montpellier, Houston, Barcelona, Münich, Versailles, Brussel, Aix-en-Provence, Innsbruck, Edinburg en ook tijdens tournees in Japan en Verenigde Staten. 
Visse beperkte zich niet tot het barokrepertoire maar zong ook in  Les Brigands van Offenbach en vertolkte La Marquise in Le Gendarme incompris van Francis Poulenc. Hij vertolkt ook hedendaagse werken. In 1996 werkte hij mee aan de creatie van Outis van Luciano Berio in de Scala van Milaan (hernomen in Parijs in 1999). Hij speelde Orestes in La Belle Hélène (Aix-en-Provence, juli 1999 en Salzburg, augustus 2001).
Hij zong in La Belle Hélène (Israël, december 2002, Rinaldo (Berlijn, januari 2003, Perela, l’homme de fumée van Pascal Dusapin (Opéra de Paris, februari 2003, Opera Seria van Florian Gassmann (Théâtre des Champs Élysées, Parijs, maart 2003), Il ritorno d’Ulisse en Rinaldo (München, juli 2003), Agrippina (Muntschouwburg en Théâtre des Champs Élysées, juni en september 2003), La Calisto (Wenen, juni 2003 en Luxemburg, oktober 2003) en La Frontière (Bouffes du Nord, oktober 2003).
In 2004, 2005 en 2006, trad Visse op in La Calisto, L’incoronazione di Poppea en Il ritorno d’Ulisse in Münich, L’incoronazione di Poppea in het Théâtre des Champs Élysées ein in de Parijse Opera, Agrippina met het Atelier Lyrique de Tourcoing Don Quichotte van Sartori in Innsbruck en Rinaldo in Berlijn.
Hij zong verder in Mare Nostrum van Kagel (2007, 2009, 2010) en in Il ritorno d’Ulisse met Jean-Claude Malgoire en l’Atelier Lyrique de Tourcoing (Lente, 2007), Giulio Cesare in Egitto in de Muntschouwburg met René Jacobs, Calisto (Londen) en L’incoronazione di Poppea met Emmanuelle Haïm (Glyndebourne en Londen, 2008, alsook Barcelona, 2009). Ook nog Calisto (München, 2009), Aggripina (Berlijn, 2010) en Don Chisciotte (Amsterdam, 2010)

## Discografie
- Charpentier: Un Oratorio de Noel
- Charpentier: Le Malade Imaginaire
- Monteverdi: L'incoronazione di Poppea
- Vivaldi:Montezuma, 1993
- Dominique Visse sings Chabrier, Ravel & Poulenc, 1997
- Songs for Seven Centuries
- Airs de Cour
- Les 3 contre-tenors (Bertin, Scholl, Visse)
- Don Quichotte: Komische Cantates en Concerti van Marin Marais, Pierre de la Garde, Michel Corrette, Philippe Courbois en Nicolas Racot de Grandval, 2009